# Reburrus calcedonicae
Reburrus calcedonicae là một loài ruồi trong họ Asilidae. Reburrus calcedonicae được Daniels miêu tả năm 1987. Loài này phân bố ở miền Australasia.